# La Tabatière Airport
La Tabatière Airport (franska: Aéroport de La Tabatière) är en flygplats i Kanada.   Den ligger i regionen Côte-Nord och provinsen Québec, i den östra delen av landet, 1 400 km öster om huvudstaden Ottawa. La Tabatière Airport ligger 29 meter över havet. Den ligger vid sjön Lac de l'Aqueduc.
Terrängen runt La Tabatière Airport är platt åt nordost, men åt sydväst är den kuperad. Havet är nära La Tabatière Airport åt sydost. Trakten är glest befolkad. 